# Batalha das Ilhas Líparas
A Batalha das Ilhas Líparas ou Batalha das Ilhas Eólias foi uma batalha naval travada no porto de Lípara em 260 a.C. entre as frotas de Cartago e da República Romana durante a Primeira Guerra Púnica. A vitória cartaginesa foi o resultado de uma emboscada e não de uma batalha tradicional.

## Prelúdio
Depois dos sucessos em terra na Sicília, como a conquista de Agrigento, os romanos se sentiram confiantes o suficiente para construir e equipar uma frota que os permitisse controlar o mar Mediterrâneo. Foram encomendados, construídos e treinadas as tripulações de uma frota de cerca de 150 quinquerremes e trirremes num período recorde de apenas dois meses. Os patrícios Cneu Cornélio Cipião, cônsul naquele ano, recebeu o comando dos primeiros dezessete navios e seguiu para Messana para se preparar para a chegada da frota e o futuro desembarque na Sicília.

## A batalha
Enquanto Cipião estava no estreito, recebeu informações de que a guarnição de Lípara estava disposta a desertar para os romanos. O que aconteceu em seguida é geralmente descrito como um ato de traição dos cartagineses, mas as fontes não dão muitos detalhes e não eram, geralmente, pró-romanas. Embora estivesse no mar para dar alguma experiência real às suas tripulações, o cônsul não conseguiu resistiu à tentação de conquistar uma importante cidade sem luta e navegou para Lípara. Conforme os romanos entraram no porto com seus navios novos em folha, uma parte da frota cartaginesa, comandada por Aníbal Giscão (o general derrotado em Agrigente) e Boodes, ou já esperava uma emboscada (segundo as fontes pró-romanas) ou foi informada da posição da frota romana e a pegou de surpresa. Boodes liderou cerca de 20 navios para bloquear os romanos dentro do poto. Cipião e seus então ofereceram pouca resistência, pois as tripulações, inexperiemtes, fugiram e o próprio cônsul foi capturado. Sua credulidade valeu-lhe depois o agnome pejorativo "Asina", que significa "burra" em latim, o que era ainda mais ofensivo quando utilizado na forma feminina e não na masculina (em latim: "asinus").

## Resultado
O incidente em Lípara  não encerrou a guerra e nem a carreira de Cipião Asina, especialmente por que, logo depois, o outro cônsul, Caio Duílio, vingou a humilhação vencendo a Batalha de Milas à frente do resto da frota romana.